# Segunda División de Chile 1968
El Campeonato Nacional de Fútbol de Segunda División de 1968 fue el 17° torneo disputado de la segunda categoría del fútbol profesional chileno. Contó con la participación de 14 equipos, de entre los cuales Naval (en ese momento, reciente campeón del Campeonato Regional de Fútbol) hacía su debut en el profesionalismo.
El torneo se dividió en dos etapas cada una jugadas con un sistema de todos-contra-todos. En la primera etapa, jugada en dos rondas, los primeros ocho equipos clasificarían a la liguilla por el campeonato, mientras que el resto de los equipos jugarían en la liguilla por el descenso. Las liguillas por el campeonato y por el descenso se jugaron también en dos rondas.
El campeón del torneo fue Antofagasta Portuario, que consiguió el ascenso para la Primera División por primera vez en su historia, además de ser el primer equipo del Norte Grande del país en acceder a la máxima categoría.
En la parte baja de la tabla de posiciones se ubicó Iberia-Puente Alto, que mantuvo su cupo en Segunda, ya que se decidió trasladar el equipo a Los Ángeles para 1969.

## Movimientos divisionales
| Pos | a Primera División de Chile 1968 |
| --- | -------------------------------- |
| 1º  | Deportes Concepción (Campeón)    |

| Pos | a Segunda División de Chile 1968 |
| --- | -------------------------------- |
| 1º  | Naval                            |

| Pos | Descendido desde Primera División de Chile 1967 |
| --- | ----------------------------------------------- |
| 1º  | San Luis de Quillota                            |

| Pos | Asociación de Origen |
| --- | -------------------- |
| 1º  | Deportes Ovalle      |

## Equipos participantes
| Equipo                | Ciudad            |
| --------------------- | ----------------- |
| Antofagasta Portuario | Antofagasta       |
| Colchagua             | San Fernando      |
| Coquimbo Unido        | Coquimbo          |
| Ferrobádminton        | Estación Central  |
| Iberia Puente Alto    | Puente Alto       |
| Lister Rossel         | Linares           |
| Lota Schwager         | Coronel           |
| Municipal Santiago    | Santiago de Chile |
| Naval                 | Talcahuano        |
| Ñublense              | Chillán           |
| San Antonio Unido     | San Antonio       |
| San Luis              | Quillota          |
| Trasandino            | Los Andes         |
| U.T.E                 | Santiago de Chile |

## Primera etapa
| Pos | Equipo                | PJ | PG | PE | PP | GF | GC | Dif | Pts |
| --- | --------------------- | -- | -- | -- | -- | -- | -- | --- | --- |
| 1   | Lister Rossel         | 26 | 14 | 5  | 7  | 44 | 31 | 13  | 33  |
| 2   | Lota Schwager         | 26 | 13 | 5  | 8  | 59 | 38 | 21  | 31  |
| 3   | Ñublense              | 26 | 12 | 7  | 7  | 42 | 31 | 11  | 31  |
| 4   | Antofagasta Portuario | 26 | 14 | 3  | 9  | 47 | 36 | 11  | 31  |
| 5   | Universidad Técnica   | 26 | 11 | 7  | 8  | 51 | 34 | 17  | 29  |
| 6   | Coquimbo Unido        | 26 | 11 | 7  | 8  | 39 | 31 | 8   | 29  |
| 7   | San Luis              | 26 | 11 | 6  | 9  | 35 | 30 | 5   | 28  |
| 8   | Trasandino            | 26 | 9  | 8  | 9  | 39 | 40 | -1  | 26  |
| 9   | Ferrobádminton        | 26 | 10 | 6  | 10 | 34 | 35 | -1  | 26  |
| 10  | Municipal de Santiago | 26 | 10 | 5  | 11 | 39 | 39 | 0   | 25  |
| 11  | Naval                 | 26 | 9  | 7  | 10 | 37 | 40 | -3  | 25  |
| 12  | Colchagua             | 26 | 8  | 6  | 12 | 35 | 46 | -11 | 22  |
| 13  | San Antonio Unido     | 26 | 5  | 9  | 12 | 43 | 56 | -13 | 19  |
| 14  | Iberia-Puente Alto    | 26 | 3  | 3  | 20 | 24 | 81 | -57 | 9   |

PJ=Partidos jugados; PG=Partidos ganados; PE=Partidos empatados; PP=Partidos perdidos; GF=Goles a favor; GC=Goles en contra; Dif=Diferencia de gol; Pts=Puntos
|  | Clasifica a la liguilla por el campeonato |

## Liguilla por el campeonato
| Pos | Equipo                | PJ | PG | PE | PP | GF | GC | Dif | Pts |
| --- | --------------------- | -- | -- | -- | -- | -- | -- | --- | --- |
| 1   | Antofagasta Portuario | 14 | 11 | 2  | 1  | 28 | 12 | 16  | 24  |
| 2   | San Luis              | 14 | 9  | 2  | 3  | 32 | 17 | 15  | 20  |
| 3   | Lota Schwager         | 14 | 5  | 4  | 5  | 16 | 20 | -4  | 14  |
| 4   | Lister Rossel         | 14 | 4  | 5  | 5  | 15 | 18 | -3  | 13  |
| 5   | Universidad Técnica   | 14 | 4  | 3  | 7  | 25 | 26 | -1  | 11  |
| 6   | Coquimbo Unido        | 14 | 4  | 3  | 7  | 24 | 29 | -5  | 11  |
| 7   | Ñublense              | 14 | 3  | 4  | 7  | 18 | 23 | -5  | 10  |
| 8   | Trasandino            | 14 | 3  | 3  | 8  | 10 | 23 | -13 | 9   |

PJ=Partidos jugados; PG=Partidos ganados; PE=Partidos empatados; PP=Partidos perdidos; GF=Goles a favor; GC=Goles en contra; Dif=Diferencia de gol; Pts=Puntos
|  | Campeón. Asciende a Primera División |

## Liguilla por el descenso
| Pos | Equipo                | PJ | PG | PE | PP | GF | GC | Dif | Pts |
| --- | --------------------- | -- | -- | -- | -- | -- | -- | --- | --- |
| 1   | Colchagua             | 10 | 5  | 5  | 0  | 22 | 15 | 7   | 15  |
| 2   | Naval                 | 10 | 6  | 2  | 2  | 23 | 14 | 9   | 14  |
| 3   | Municipal de Santiago | 10 | 5  | 2  | 3  | 23 | 15 | 8   | 12  |
| 4   | San Antonio Unido     | 10 | 3  | 3  | 4  | 11 | 16 | -5  | 9   |
| 5   | Ferrobádminton        | 10 | 3  | 0  | 7  | 24 | 28 | -4  | 6   |
| 6   | Iberia-Puente Alto    | 10 | 1  | 2  | 7  | 13 | 28 | -15 | 4   |

PJ=Partidos jugados; PG=Partidos ganados; PE=Partidos empatados; PP=Partidos perdidos; GF=Goles a favor; GC=Goles en contra; Dif=Diferencia de gol; Pts=Puntos
|  | Descenso suspendido |